# ايتابس (ETOPS)

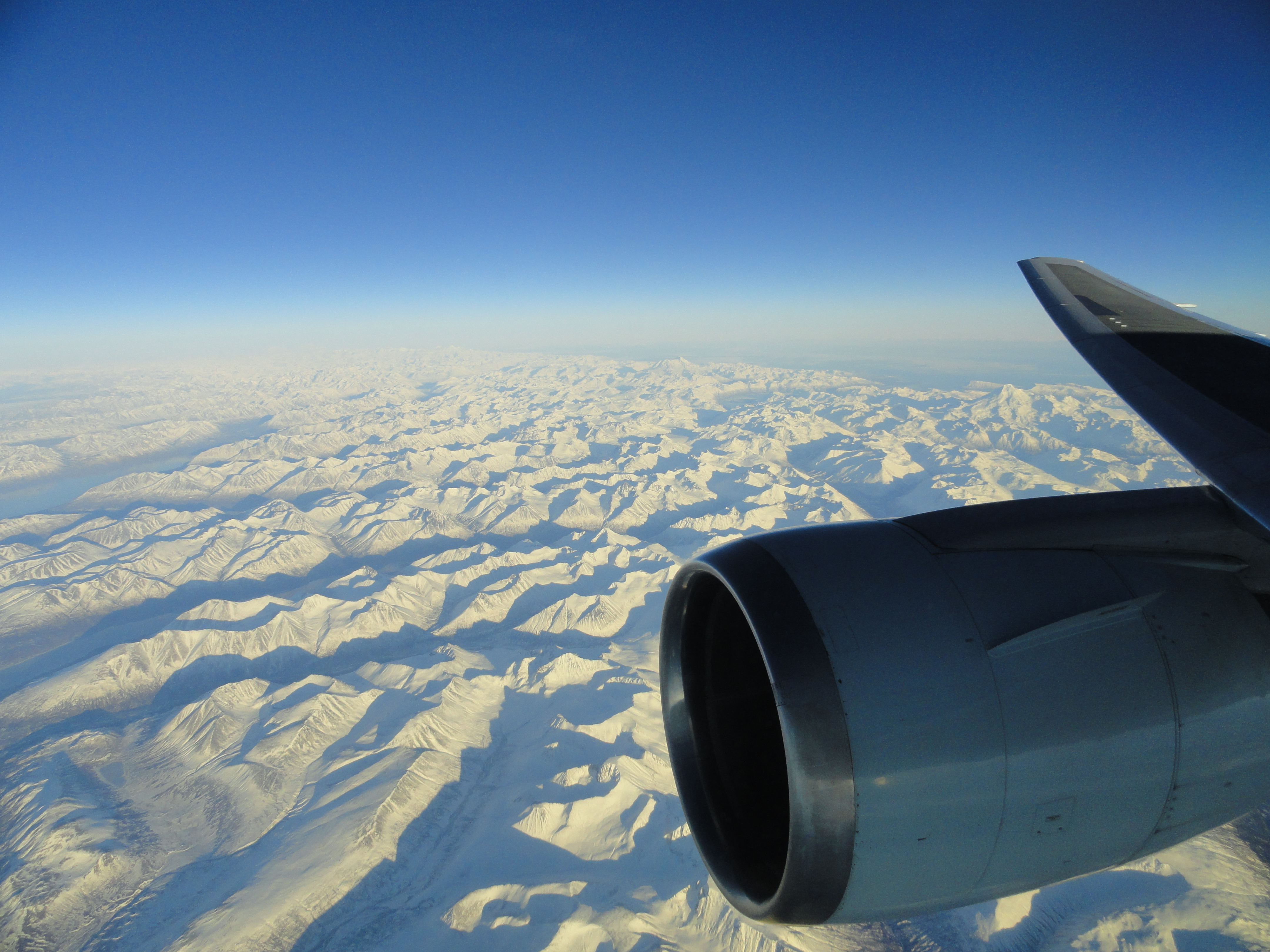
طائرة بوينغ من طراز 767-300اي أر ذات المحركين، وهي تحلق فوق ألاسكا بادئة عصر جديد لعبور الطائرات عبر المحيط الهادئ

ايتابس (بالإنجليزية: ETOPS) وهو أسم أختصاري مأخوذ من (بالإنجليزية: Extended range Twin Operations) والتي تعني: التشغيل الثنائي الموسع المدى  وذلك حسب إعادة التعريف الذي تم من قبل ادارة الطيران الاتحادية (FAA)، الأمريكية في عام 2007.
تسمح قواعد ايتابس (ETOPS) للطائرات ذات المحركين، مثل طائرات إيرباص إيه 300، إيرباص إيه 310، إيرباص إيه 320، إيرباص إيه 330 وإيرباص إيه 350، وبوينغ 737، وبوينغ 757، وبوينغ 767، وبوينغ 777، وبوينغ 787، وإمبراير الفئة أي-جيت، وطائرة إيه تي آر 72، أن تطير في مسارات لمسافات طويلة والتي كانت في السابق ممنوعة على الطائرات ذات المحركين أن تطير عليها.
وهناك مستويات مختلفة من شهادات مصادقة ايتابس (ETOPS)، تحدد لكل نوع طائرة، حيث تسمح لها بالطيران على مسارات طيران معينة، واقصى بُعد مسافة عن أقرب مطار، ووقت الطيران اللازم للوصول لذلك المطار. فعلى سبيل المثال، إذا تم اعتماده طائرة ومنحها شهادة مصادقة ايتابس (ETOPS)، لمدة 180 دقيقة، فأنه يسمح لها بالطيران في أي مسار جوي، طالما ذلك المسار يبعد مسافة تحليق عن أقرب مطار مناسب يمكن الوصول اليه في غضون 180 دقيقة طيران. وعمليات ايتابس (ETOPS) لا ترتبط باي علاقة مباشرة للتحليق فوق الماء أو طول مسافة الطيران فوق الماء. وانما تشير إلى الوقت الزمني الاقصى واللازم لبلوغ طائرة يعمل فيها محرك واحد فقط (بافتراض أن الآخر معطل) للتحول إلي مطار أخر مناسب يمكن اللهبوط فيه، بغض النظر عما إذا كانت هذه المسافة فوق اليابسة أو المياه.
ووفقا للوائح المعمول بها في إف إيه إيه (FAA)، فأن هذه القاعدة النهائية تنطبق على مشغلين النقل الجوي تحت (الجزء: 121، ركاب)، وكذلك على المشغلين المندرجين تحت قواعد ولوائح (الجزء: 135) والخاصة بالطائرات المتعددة المحركات التوربينيه، وتستخدم في عمليات جوية طويلة المدى. إلا أن جميع طائرات الشحن والتي تدفع بأكثر من محركين وتعمل وفق (الجزء 121) و (الجزء 135) فهي مستثناه من غالبية هذه القواعد واللوائح. الانظمة المعمول بها في الوقت الحاضر 16 يناير 2007، تنص بتحديد اللوائح التي تحكم التصميم والتشغيل والصيانة في بعض الطائرات والتي تعمل على الرحلات الجوية وتطير لمسافات طويلة بعيدا عن المطارات تلمناسبة لهبوطها. وهذه القاعدة النهائية قننت سياسة الإف إيه إيه (FAA) الحالية، لخلق أفضل الممارسات والتوصيات الصناعة، فضلا عن المعايير الدولية الرامية لضمان رحلات جوية طويلة المدى تحلق بأمان ".
قبل عام 2007، كانت الإف إيه إيه (FAA) تعرف ايتابس (ETOPS) بأنها: «عمليات طويلة المدى للطائرات ذات المحركين» (Extended Range Operations with two-engine airplanes) ويتم تطبيقها فقط على الطائرات الثنائية المحركات.
تعرف المنظمة الدولية للطيران المدني أو (إيكاو - ICAO)، ايتابس (ETOPS) باسم «معايير الأداء التشغيلي للطائرات ذات المحركين طويلة المدى» (بالإنجليزية: Extended-range Twin-engine Operational Performance Standards). ويطبق فقط على الطائرات الثنائية المحركات. وذلك حسب ماورد في الممارسات والمعايير والتوصيات (بالإنجليزية: ”Standard and Recommended Practice - “SARP).
يطبق ايتابس على الطائرات ذات المحركين في المسارات الجوية التي تتطلب زمن تحويل إلي اقرب مطار أكثر من 60 دقيقة في وجود محرك واحد لا يعمل. اما بالنسبة للأنظمة والقواعد التي تغطي الطائرات المزودة بأكثر من محركين، والتي تحلق في المسارات الجوية التي تتطلب زمن تحويل إلي اقرب مطار أكثر من 180 دقيقة. فأنه ينطبق عليها لوائح الإف إيه إيه (FAA).
حتى منتصف الثمانينات، كان مصطلح (EROPS) (بالإنجليزية: extended range operations) والذي يعني (عمليات مدى موسعة)، كان يستخدم قبل أن يتم استبداله بالمصطلح ايتابس (ETOPS). في عام 1997، واقترحت بوينغ تمديد سلطة ايتابس للطائرات الثنائية المحركات إلى أكثر من 180 دقيقة، كماقترحت ايرباص استبدال ايتابس (ETOPS) بنظام أخر أحدث، ويعرف باسم (LROPS) (بالإنجليزية: Long Range Operational Performance Standards) أو طويلة المدى معايير الأداء التشغيلي، الذي من شأنه أن يؤثر على جميع الطائرات المدنية، وليس فقط الطائرات ذات المحركين مع أكثر من 180 دقيقة ايتابس. وفقا لإف إيه إيه (FAA) في عام 2007، فأنه وردت العديد من الملاحظات بخصوص استخدام اختصار الموصى به "LROPS" (بالإنجليزية: Long Range Operations) والذي يعني: ايتابس للطائرات الثلاثية والرباعية المحركات. وذلك بغية تجنب الارتباك، والتفريق بالعمليات المتعلقة فيما يخص ما بعد ال 180 دقيقة وقت تحويل. وقد قررت الإف إيه إيه (FAA)، استخدام مصطلح واحد “للعمليات الموسعة”، وهو ايتابس (ETOPS)، لجميع العمليات المتعلقة، وبغض النظر عن عدد محركات الطائرة".
الطائرات المملوكة للحكومة (بما في ذلك العسكرية) لا يلزمها التمسك بلوائح ايتابس (ETOPS).

## التاريخ
أن أول عبور مباشر للمحيط الأطلسي تم في عام 1919، من قبل جون ألكوك (بالإنجليزية: John Alcock) و آرثر براون (بالإنجليزية: Arthur Brown)، في طائرة بمحركين من طراز فيكرز فيمي. حيث أستمرأ في التحليق لمدة ستة عشر ساعة. ونظرا لعدم موثوقية المحركات المكبسية في ذلك الوقت، فأن الرحلات البعيدة عن اليابسة كانت تعتبر محفوفة للغاية بالمخاطر. وأعتبر بأنه لا بُد من توفر أكثر من اثنين من المحركات عند الطيران لمسافات طويلة تمر فوق مناطق وعرة التضاريس، أو فوق المحيط.
في عام 1953 وضعت ادارة الطيران الاتحادية (FAA)، الأمريكية، قيودا معترف بها على طائرات المحركات المكبسية، حين أعلنت عن قاعدة مدة الـ 60 دقيقة للطائرات ذات المحركين. وذكرت هذه القاعدة أن مسار رحلة الطائرة ذات المحركين لا ينبغي أن يكون أبعد من 60 دقيقة إلي أقرب مطار يمكن التوجه اليه. مما اضطر هذه الطائرات، على أن تتخذ بعض المسارات المنعطفة، حتى تبقى داخل الأنظمة، بل أن هناك مسارات استبعدت تماما وذلك بسبب عدم وجود مطارات في تلك المسارات توفي بمتطليات قاعدة مدة الـ 60 دقيقة.
في الخمسينيات حلقت طائرة كونفير 240 تابعة لخطوط بان آم الأمريكية لعبور منطقة البحر الكاريبي، من بارانكيا في كولومبيا إلى كينغستون في جامايكا، وطائرة كونفير كونفير340 تابعة لخطوط إفينزا “Avensa” الفنزويلية حلقت من ماراكايبو في فنزويلا إلى مونتيغو باي في جامايكا 60 دقيقة في كل محرك السرعة (بارانكيا إلى كينغستون كان حوالي 808 كيلومترا (502 ميل؛ 436 NMI) مع عدم وجود ما يقرب من المطارات الأخرى للمساعدة). 
كا حلقت طائرة كونفير تابعة لخطوط دلتا الجوية من نيو أورليانز إلى هافانا في كوبا طار رحلة أطول ولكن يمكن أن قوس شمالا إلى البقاء في متناول اليد من المطار.

## البدايات التجريبية على المحركات التوربينية
أثبتت المحركات التوربينية النفاثة التي صنعت في خمسينيات وستينيات القرن العشرين، بأن لديها القدرة العالية لانتاج قوة دفع كبيرة مع موثوقية اداء عالية وأعلى بكثير من قوى وموثوقية أي من المحركات المكبسية التي كانت متوفرة في ذلك الحين. فالمحركات النفاثة من إنتاج شركة برات آند ويتني اثبتت فعاليتها وموثوقية عالية، حيث زودت بها الطائرات الثنائية المحركات من طراز بوينغ 737، وطراز دي سي-9 والثلاثية المحركات من طراز بوينغ 727. وفي عام 1964 تم التخلي عن قانون الـ 60 دقيقة للطائرات ذات الثلاث محركات. مما فتح هذا الطريق لتطوير الطائرات ذات البدن العريض العابرة للقارات ذات الثلاث محركات “trijets”، مثل لوكهيد إل-1011 ترايستار ودي سي-10. وبحلول ذلك الوقت، اقتصرت الطائرات الثنائية المحركات والمقيدة بقاعدة قانون مدة 60 دقيقة على طائرتين فقط.

## ايتابس على الطائرات ذات المحركين
في عام 1953 وعندما قيدت إف إيه إيه (FAA) الطائرات الثنائية المحركات بقاعدة قانون مدة 60 دقيقة، في حين حددت المنظمة الدولية للطيران المدني “الايكاو” المدة بـ 90 دقيقة في جميع سرعات المحرك. مما سمح للدول التي خارج الولايات المتحدة، والتي اعتمدت معايير منظمة الطيران المدني الدولي وشركات الطيران لتشغيل الطائرات إلي ما يصل إلى 90 دقيقة. ولقد سمح هذا لكثير من الطائرات الثنائية المحركات والعاملة في جنوب شرق آسيا وأستراليا بتشغيلها دون أي قيود كبيرة.

## ايتابس في مراحلة الأولى

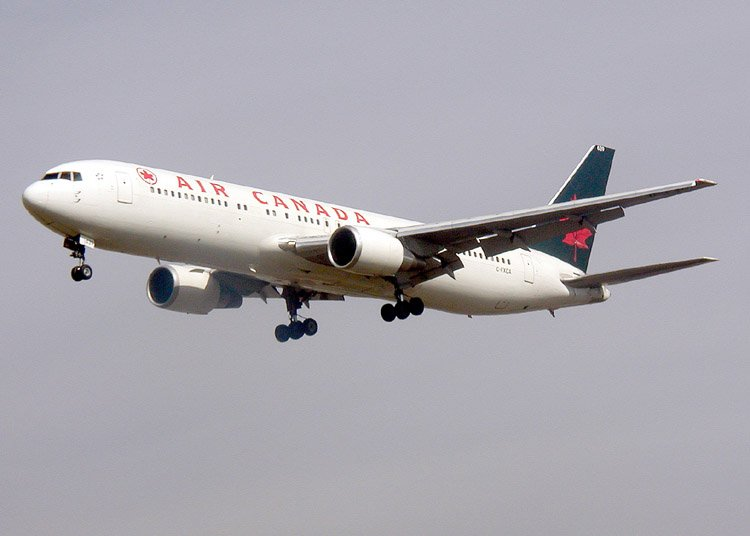
طائرة بوينغ 767-300اي أر تابعة ل طيران كندا والرائدة في برنامجايتابس

إف إيه إيه (FAA) والمنظمة الدولية للطيران المدني أو (إيكاو - ICAO) خلصت إلى أن طائرة بمحركين مصممة بشكل صحيح يمكن أن تجعل الرحلات الجوية عبر المحيطات والقارات ممكنة. وفي عام 1985 كانت الإف إيه إيه (FAA) أول من وافق على مبادئ وتوجيهيات ايتابس توضح شروط السماح لفترة تحويل 120 دقيقة، كافية لمعظم الأطلسي الجوية. خطوط عبر العالم “TWA” منحت تصنيف ايتابس (ETOPS) أول مايو 1985 لخدمة بوينغ 767 بين سانت لويس وفرانكفورت، السماح لخطوط عبر العالم “TWA” طائراتها تصل إلى 90 دقيقة بعيدا عن أقرب مطار، وفي وقت لاحق، تم تمديده إلى 120 دقيقة بعد تقييم فيدرالي لإجراءات التشغيل في الشركة).
خطوط ألوها الجوية تشغل طائرات بوينغ 737-700 حاصلة على ترخيص ايتابس على مسارات الطيران بدون توقف والتي تربط بين جزر هاواي وغرب الولايات المتحدة وكذلك إلي فانكوفر في كندا. أدى استخدام خطوط ألوها الجوية لأصغر طائرة بوينغ 737-700 إلي تمكينها من خدمة مسارات جوية لا يمكن عادة أن تخدمها الا طائرات نفاثة أكبر. ومثال ذلك رحلات هونولولو (HNL)- ألي بربانك (BUR) بدون توقف.

## ملحقات ايتابس
في عام 1988، عدلت إدارة الطيران الفيدرالية (FAA) تنظيمات ايتابس للسماح للتمديد لفترة تحويل 180 دقيقة تخضع لمؤهلات فنية وتشغيلية صارمة. جعل هذا 95٪ من سطح الأرض متاحة لايتابس رحلات. وقد أجريت أول هذه الرحلات في عام 1989. وقد اعتمدت هذه مجموعة من اللوائح لاحقا من قبل سلطات الطيران المشتركة (JAA)، منظمة الطيران المدني الدولي وغيرها من الهيئات التنظيمية.
بهذه الطريقة تمت الموافقة على سلسلة طائرات بوينغ 737 وبوينغ 757 وبوينغ 767 وسلسلة طائرات إيرباص إيه 300-600 إيرباص إيه 310، وإيرباص إيه 320 وإيرباص إيه 330 لمزاولة عمليات ايتابس. أدى نجاح طائرات ايتابس ثنائية المحركات مثل بوينغ 767 وبوينغ 777 الي موت مشاريع الطائرات الثلاثية المحركات والعابرة للقارات “trijets” مثل طائرة بوينغ أم دي-11، وأدت كذلك في نهاية المطاف الي موت مشروع الطائرات الرباعية المحركات من طراز إيرباص إيه 340. وأدى هذا في النهاية إلى إنهاء برنامج بوينغ أم دي-11، وبعد سنوات قليلة تم الاندماج ما بين شركتي بوينغ ماكدونل دوغلاس، بالإضافة إلى تقليص إنتاج الطائرة بوينغ 747 .
حجر الزاوية في النهج ايتابس هي الإحصاءات التي تشير إلى أن التوربينات نفسها عنصرا يمكن الاعتماد عليها في حد ذاتها، وهذا هو مساعديهم المحرك التي لديها أدنى تصنيف الموثوقية. ولذلك محركا للطائرة النفاثة الحديثة الثنائية لديه مجموعات الثنائية من جميع ملحقاتها شنت في المحرك، الذي يعطي تصنيف الموثوقية المطلوبة.
الخطوط الجوية شمال الأطلسي هي الطرق المحيطية الأكثر استخداما في العالم. وتغطي معظم الخطوط الجوية شمال الأطلسي من قبل ايتابس قواعد 120 دقيقة، وإزالة ضرورة استخدام قواعد 180 دقيقة. ومع ذلك، فإن بعض مطارات شمال الأطلسي التسريب، خصوصا مطار كانغيرلوسواك، تخضع لظروف الجوية السيئة مما يجعلها غير متاحة للاستخدام. كقاعدة 180 دقيقة هي الحد الأعلى، أعطت قبل سلطات الطيران المشتركة (JAA) إف إيه إيه (FAA) وتمديد 15٪ للقواعد 120 دقيقة للتعامل مع مثل هذه الحالات الطارئة، وإعطاء ايتابس-138 (أي 138 دقيقة)، مما يسمح ايتابس الجوية مع مطارات هذه مغلقة.
أصبح الآن ايتابس-240 وما بعدها مسموحا به  على أساس كل حالة على حدة، مع الهيئات التنظيمية في الدول بدءا من الولايات المتحدة الأمريكية، إلى أستراليا، إلى نيوزيلندا اعتماد قال تمديد التنظيمية. يتم منح السلطة الوحيدة لمشغلي الطائرات ذات المحركين بين أزواج مدينة معينة. صاحب الشهادة يجب أن يكون قد تعمل على 180 دقيقة أو أكبر سلطة ايتابس لمدة 24 أشهر متتالية على الأقل، منها 12 أشهر متتالية على الأقل يجب أن يكون في 240 دقيقة سلطة ايتابس مع مزيج طائرة ذات محرك في التطبيق.

## بدايات ايتابس

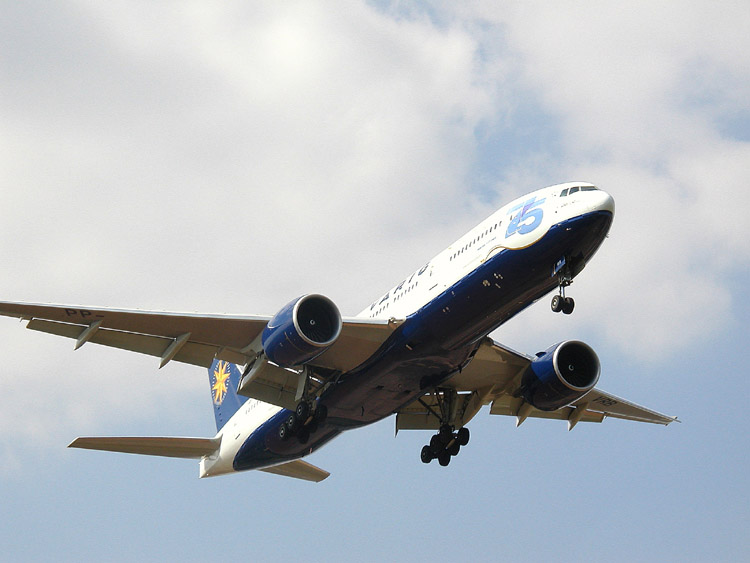
بوينغ 777-200اي أر

سمحت اللوائح الأصلية في عام 1985 للخطوط الجوية طائرة أن يكون ايتابس-120 التصويت على الدخول إلى الخدمة. ايتابس-180 كان ممكنا إلا بعد 1 سنة خالية من المتاعب 120 دقيقة خبرة ايتابس (ETOPS). في عام 1990 قناعة بوينغ إف إيه إيه (FAA) أنه يمكن تسليم طائرة مع ايتابس-180 على دخولها حيز الخدمة. وتسمى هذه العملية ايتابس (ETOPS) المبكر. كانت بوينغ 777 أول طائرة تحمل تصنيف ايتابس (ETOPS) من 180 دقيقة في مقدمته.
في تسعينات القرن العشرين، في قبل سلطات الطيران المشتركة (JAA) اختلف وتم تقييم من طراز بوينغ 777-120 ايتابس في أوروبا على دخولها حيز الخدمة. كان شركات الطيران الأوروبية تشغيل 777 لإثبات سنة واحدة من خالية من المتاعب 120 دقيقة ايتابس الخبرة قبل الحصول على 180 دقيقة ايتابس ل777.
اليوم اللوائح في أوروبا والولايات المتحدة السماح تصل إلى ايتابس 180 دقيقة في الدخول.

## استثناءات ايتابس
تعفى الطائرات الخاصة من ايتابس من قبل الإف إيه إيه، ولكنها تخضع لايتابس المادة 120 دقيقة من قبل سلطات الطيران المشتركة (JAA) في نطاق سلطتهم.
حتى تتغير الانظمة في الولايات المتحدة، وأستراليا، فأن العديد من المسارات الجوية التجارية، كانت ولا تزال غير مجدية اقتصاديا، بسبب أنه خارج حدود نطاقات الطائرات الثنائية المحركات “twinjets” المفروضة عليها من قبل لوائح وقوانين ايتابس. وهناك طرق عبور في نصف الكرة الجنوبي، على سبيل المثال: منطقة جنوب المحيط الهادئ (على سبيل المثال: من سيدني في أستراليا إلي سانتياغو في تشيلي، والذي يعتبر أطول مسار جوي تجاري فوق البحر يشغل من قبل شركات خطوط طيران). ومنطقة جنوب المحيط الأطلسي (على سبيل المثال: من جوهانسبرغ في جنوب أفريقيا إلي ساو باولو في البرازيل). وكذلك منطقة جنوب المحيط الهندي (على سبيل المثال: بيرث في أستراليا إلي جوهانسبرغ في جنوب أفريقيا)، وكذلك منطقة القارة القطبية الجنوبية.

## ما بعد ايتابس-180
اعتبارا من 15 فبراير 2007، فرضت إف إيه إيه (FAA) على مشغلي الطائرات الثنائية المحركات والمسجلة في الولايات المتحدة بأنها تستطيع أن تطير أكثر من 180 دقيقة من ايتابس وذلك حسب حدود تصميم الطائرة. وتخطط ايرباص ان يرخص لطائرتها إيرباص إيه 350 إلى حد ايتابس 350 دقيقة، بينما بوينغ تخطط للمصادقة على ترخيص طائرتها بوينغ 787 إلي حد ايتابس 330 دقيقة.
في 12 ديسمبر 2011، تلقت بوينغ موافقة على نوع التصميم من إف إيه إيه (FAA) الأمريكية لمدة عمليات موسعة تصل إلى 330 دقيقة لأسطول طائرات بوينغ 777. وتنطبق هذه المصادقة على طرازات بوينغ 777 -200إل أر/ -300اي أر /-200اي أر / 777إف والمجهزة GE المحركات.
EASA أيضا قامت بتحديث نظامها ذات المحركين (ايتابس). لم تعلن ذلك رسميا توقيته لقواعد نوع ايتابس للطائرات مع أكثر من اثنين من المحركات، أو ما إذا كان سيتم استخدام ايتابس اختصار أو LROPS لهذه العمليات.

## تقييمات ايتابس
يتم منح الدرجات الآتية طبقا للوائح الحالية وفقا لقدرة الطائرة:
- (ايتابس-75) ETOPS-75
- (ايتابس-90) ETOPS-90
- (ايتابس-120/138) ETOPS-120/138
- (ايتابس-180/207) ETOPS-180/207
- (ايتابس-240) ETOPS-240
- (ايتابس->240) ETOPS-> 240

ومع ذلك، تقييمات للموافقة عليها نوع ايتابس هي أقل. وهم: 
- ETOPS-90، والتي تحافظ على ما قبل ETOPS إيرباص إيه 300بي4 تعمل بصورة قانونية بموجب القواعد الحالية
- ETOPS-120/138
- ETOPS-180/207، والتي تغطي 95٪ من سطح الأرض.
- ETOPS-> 180 لتصميم الحد

## الموافقة على ايتابس
موافقة ايتابس هي عملية من خطوتين. أولا، يجب أن الجمع بين هيكل الطائرة والمحرك تلبية متطلبات ايتابس الأساسية خلال شهادة نوعه. وهذا ما يسمى موافقة نوع ايتابس. ويمكن أن تشمل هذه الاختبارات اغلاق محركا وترفع المحرك المتبقية خلال فترة تسريب كاملة. غالبا ما يتم تنفيذ هذه التجارب في وسط المحيط. فلا بد من إثبات أنه، خلال الرحلة تسريب، ليست مثقلة على نحو غير ملائم من قبل طاقم الطائرة عبء إضافي نتيجة لمحرك المفقودة وأن احتمال المحرك المتبقية الفشل هو بعيد للغاية. على سبيل المثال، إذا تم تصنيف طائرة لايتابس-180، فإن ذلك يعني أنه ينبغي أن تكون قادرة على الطيران مع حمولة كاملة ومحرك واحد فقط لمدة 3 ساعات.
ثانيا، يجب على المشغل الذي يدير ايتابس رحلات الطيران إرضاء المنظمين بلادهم حول قدرتها على القيام ايتابس الجوية. وهذا ما يسمى ايتابس شهادة التشغيلية وينطوي على الامتثال لهندسة خاصة إضافية وإجراءات طاقم الطائرة على أعلى من الهندسة العادية واجراءات الطيران. يجب أن يكون مؤهلا الطيارين وموظفي الهندسة وتدريب لايتابس. شركة طيران لديهم خبرة واسعة تسيير رحلات طيران لمسافات طويلة يجوز منح الموافقة ايتابس التشغيلية فورا، البعض الآخر قد يحتاج لإثبات القدرة من خلال سلسلة من ايتابس تثبت الجوية.
المنظمين تراقب عن كثب أداء ايتابس كل من حاملي شهادة نوع وشركات الطيران التابعة لها. يجب أن تسجل أي حوادث التقنية خلال رحلة ايتابس. من البيانات التي تم جمعها، ويتم قياس موثوقية سيما تركيبة هيكل الطائرة ذات المحرك والإحصاءات المنشورة. يجب أن تكون الأرقام في حدود من الشهادات نوع. بطبيعة الحال، فإن الأرقام المطلوبة لايتابس-180 تكون دائما أكثر صرامة من ايتابس-120. أن الأرقام غير مرضية تؤدي إلى تقليله، أو ما هو أسوأ، وتعليق القدرات ايتابس إما لحامل الشهادة نوع أو شركة الطيران.

## وصلات خارجية
- Great Circle Mapper – includes ETOPS ranges مخطط الدائرة العظمى مع مدى ايتباس ETOPS